# Иван Варналиев
Иван (Йован) Панчев Варналиев, наричан Варналията и Херкулес, е български революционер, деец на Вътрешната македоно-одринска революционна организация.

## Биография
Иван Варналиев е роден през 1863 година във Велес, тогава в Османската империя, днес в Северна Македония. Завършва училище в родния си град и работи като хлебар. Той е един от първите членове на Революционния комитет във Велес. През 1898 година е арестуван във връзка с убийството на сърбомана Петър Ташевич. Четник при Михаил Апостолов - Попето, а през 1900 година е назначен за първи организационен войвода на ВМОРО в Щипско и Светиниколкско.
През 1901 година Иван Варналиев се присъединява към четата на Михаил Герджиков в Малешевско и Струмишко. През януари 1903 година Михаил Герджиков и Иван Варналиев пристигат в Одринска Тракия с четата си, за да подсилят района, по нареждане на Гоце Делчев. Техен район е Малкотърновско, а в Лозенградско двамата срещат Лазар Маджаров. Четата навлиза в Одринска Тракия и през февруари участва в опита за атентат при гара Синекли.
| Списък на четниците на Иван Варналиев, август 1903 г. | Списък на четниците на Иван Варналиев, август 1903 г. | Списък на четниците на Иван Варналиев, август 1903 г. | Списък на четниците на Иван Варналиев, август 1903 г. | Списък на четниците на Иван Варналиев, август 1903 г. | Списък на четниците на Иван Варналиев, август 1903 г.    |
| №                                                     | Име                                                   | Родно място                                           | Околия                                                | Години                                                | Служил ли е войник/бил ли е с чета                       |
| ----------------------------------------------------- | ----------------------------------------------------- | ----------------------------------------------------- | ----------------------------------------------------- | ----------------------------------------------------- | -------------------------------------------------------- |
| 1.                                                    | Иван Варналиев                                        | Велес                                                 |                                                       | 30                                                    |                                                          |
| 2.                                                    | Ристо Стефанов                                        | Калофер                                               |                                                       | 37                                                    | старши унтерофицер, бил е със Стойо войвода в 95 и 96 г. |
| 3.                                                    | Стоян Димитров                                        | Малко Търново                                         |                                                       | 25                                                    | нов                                                      |
| 4.                                                    | Кольо Стойчев                                         | Ивджелири                                             | Чирпанско                                             | 22                                                    | нов                                                      |
| 5.                                                    | Русе Славов                                           | Нова Загора                                           |                                                       | 20                                                    | нов                                                      |
| 6.                                                    | Стоян Неделков                                        | Игнятовци                                             | Дряновско                                             | 42                                                    | служил е, бил 2 месеца с Дърв.                           |
| 7.                                                    | Желязко Петров                                        | Паспалево                                             | Малкотърновско                                        | 22                                                    | нов                                                      |
| 8.                                                    | Георги Караджов                                       | Караджово                                             | България                                              | 28                                                    | служил е                                                 |
| 9.                                                    | Стефан Давидов                                        | Кочани                                                |                                                       | 24                                                    | бил е 3 месеца с Михаил Христов                          |
| 10.                                                   | Христо Баев                                           | Казанлък                                              |                                                       | 20                                                    | нов                                                      |
| 11.                                                   | Недялко Куртев                                        | Малко Търново                                         |                                                       | 25                                                    | младши унтерофицер                                       |
| 12.                                                   | Иван Делибозов                                        | Гьоктепе                                              |                                                       | 32                                                    | младши унтерофицер                                       |
| 13.                                                   | Пею Петров                                            | Мъдлеш                                                | Бургаско                                              | 20                                                    | служил е                                                 |
| 14.                                                   | Иван Н. Кълбов                                        | Дерекьой                                              | Малкотърновско                                        | 23                                                    | нов                                                      |
| 15.                                                   | Янаки Кралев                                          | Джемеран                                              |                                                       | 24                                                    | служил е                                                 |
| 16.                                                   | Ангел Михайлов                                        | Дерекьой                                              |                                                       | 26                                                    | нов                                                      |
| 17.                                                   | Иван Костов                                           | Аспарухово                                            | Старозагорско                                         | 32                                                    | служил е                                                 |
| 18.                                                   | Никола Николов                                        | Терзово                                               | Новозагорско                                          | 21                                                    | нов                                                      |
| 19.                                                   | Стефан Събев                                          | Сливен                                                |                                                       | 20                                                    | нов                                                      |
| 20.                                                   | Атанас Василев                                        | Сливен                                                |                                                       | 20                                                    | нов                                                      |
| 21.                                                   | Михаил Ставрев                                        | Цапари                                                | Битолско                                              | 24                                                    | бил е в Битолско                                         |

Иван Варналиев е делегат на конгреса на Петрова нива на Одринския революционен район през 1903 година. През Илинденско-Преображенското въстание е заместник-войвода в терористичната чета на Михаил Герджиков и с отделение от 20 четници участва в превземането на казармата във Василико, когато е и ранен. В същата чета заместник-войвода е и Христо Силянов. Води сражения и в Каланджа (днес Синеморец) и на 12 октомври в Кладара (днес Сливарово). В края на въстанието Иван Варналиев охранява изтеглянето на бежанците от Одринско до границата с България, а след въстанието се укрива за кратко в Созопол заедно с Михаил Герджиков, а после пристигат в Пловдив.
Иван Варналиев активно участва в дейността на организацията и след въстанието. През 1908 година се завръща във Велес след Младотурската революция и работи като хлебар. Умира в София.
Народната песен от Тракийската фолклорна област „Залюбила е Василка Иван Варналията“ е за Иван Варналиев.